# 2335 James
2335 James је Марсов тројански астероид чија средња удаљеност од Сунца износи 2,123 астрономских јединица (АЈ).
Апсолутна магнитуда астероида је 13,8.